# Esthlogena spinosa
Esthlogena spinosa là một loài bọ cánh cứng trong họ Cerambycidae.